# Bagrjanka
Bagrjanka (Bulgaars: Багрянка Bagryanka) is een dorp in het zuiden van Bulgarije. Het dorp is gelegen in de gemeente Momtsjilgrad in de oblast  Kardzjali. Nagenoeg alle inwoners zijn islamitisch. Het dorp ligt 220 km ten zuidoosten van Sofia.

## Bevolking
In de laatste officiële cijfers van het Nationaal Statistisch Instituut van Bulgarije woonden er 324 personen in het dorp, een stijging vergeleken met het minimum van 180 personen, maar een halvering vergeleken met het maximum van 646 personen in 1985. In de periode 1985-1989 vertrokken veel inwoners naar Turkije, als gevolg van de bulgariseringscampagnes van het communistisch regime, waarbij het Bulgaarse Turken verboden werd om hun moedertaal te spreken en hun religie vrij uit te oefenen.
|  |

De bevolking van het dorp bestaat uit Bulgaarse Turken (46%) en Turkstalige Roma (32%).
| Etnische samenstelling van de respondenten (2011) | Etnische samenstelling van de respondenten (2011) | Etnische samenstelling van de respondenten (2011) | Etnische samenstelling van de respondenten (2011) | Etnische samenstelling van de respondenten (2011) |
| ------------------------------------------------- | ------------------------------------------------- | ------------------------------------------------- | ------------------------------------------------- | ------------------------------------------------- |
|                                                   |                                                   |                                                   |                                                   |                                                   |
| Bulgaren                                          | Bulgaren                                          |                                                   | 0,0%                                              | 0,0%                                              |
| Turken                                            | Turken                                            |                                                   | 45,6%                                             | 45,6%                                             |
| Roma                                              | Roma                                              |                                                   | 32,1%                                             | 32,1%                                             |
| Anders/Onbekend                                   | Anders/Onbekend                                   |                                                   | 22,3%                                             | 22,3%                                             |